# James Yorke
James A. Yorke (* 3. srpna 1941) je profesor matematiky a fyziky a bývalý předseda matematického oddělení na Marylandské univerzitě v College Parku.
Narodil se v Plainfieldu v New Jersey. Navštěvoval The Pingry School. V červnu 2013 odešel Yorke do penze a odstoupil z místa předsedy matematického oddělení univerzity. Poté přijal pozici emeritního profesora na Institutu pro fyzikální vědy a technologie na univerzitě v Marylandu v College Parku.
V roce 2003 získal společně s Benoitem Mandelbrotem Japonskou cenu v oblasti vědy a techniky. Yorke byl oceněn za práci v oblasti chaotických systémů. V roce 2012 se stal členem Americké matematické společnosti.

## Vědecké příspěvky

### Perioda tři implikuje chaos
Yorke s kolegou T. Y. Lim vytvořil matematický pojem chaosu v práci, kterou publikovali v roce 1975 nazvané Perioda tři implikuje chaos, ve které prokázali, že jakákoli jednorozměrné spojitá mapa
F: R →R
která má periodu oběžné dráhy 3 musí mít dvě vlastnosti:
(1) Pro každé kladné celé číslo p, existuje bod R , který se vrací tam, kde začal po p aplikacích mapy a ne dříve.
To znamená, že existuje nekonečně mnoho periodických bodů (které mohou nebo nemusí být stabilní): různé sady bodů pro každé období p. To se ukázalo být zvláštním případem Šarkovského věty.
Druhá vlastnost vyžaduje některé definice. Dvojice bodů x a y se nazývá "míchaná" v případě, když je v mapě aplikována opakovaně dvojice, dostanou blíže k sobě a později se pohybují od sebe, a pak se dostat blíže k sobě a pohybují od sebe, atd., tak, aby se dostaly libovolně blízko k sobě, aniž by zůstaly blízko u sebe. Analogií je věčné míchání vajíčka nebo typická dvojice atomů, které se tímto způsobem obvykle chovají. Množina S se nazývá míchaná sada, pokud je každá dvojice různých bodů v S míchaná. Zakódování je druh míchání.
(2) Je nespočetná množina S, která je míchaná.
Mapa splňující vlastnost 2 je někdy nazývána "chaotická ve smyslu Liho a Yorkea". Vlastnost 2 je často uvedena stručně jako název jejich článku frází "Perioda tři implikuje chaos". Nespočetná sada chaotických bodů však může být nulovým měřením. V takovém případě mapa říká, že má nepozorovatelné neperiodicity nebo nepozorovatelný chaos.

### Metoda řízení OGY
Yorke a jeho kolegové (Edward Ott a Celso Grebogi ) ukázali numerický příklad, který může konvertovat chaotický pohyb na pravidelný pomocí časově závislých odchylek. Tento článek je považován za jedno z klasických děl v teorii řízení chaosu a jejich metoda řízení a je známa jako OGY metoda.

### Knihy
Spolu s Kathleen Alligoodovou, Timem Sauerem a Edward Ottem je autorem knihy Úvod do chaosu v dynamických systémech.